# Asajirella gelatinosa
Asajirella gelatinosa is een mosdiertjessoort uit de familie van de Lophopodidae. De wetenschappelijke naam van de soort is, als Pectinatella gelatinosa, voor het eerst geldig gepubliceerd in 1766 door Oka.